# Полет 007 на „Кориън Еър Лайнс“
Вижте пояснителната страница за други значения на Инцидент с южнокорейски „Боинг“.
Полет 007 на „Кориън Еър Лайнс“ е редовен полет на „Кориън Еър Лайнс“ от Ню Йорк до Сеул през Анкъридж, Аляска. На 1 септември 1983 г. самолетът е свален от съветския самолет-прехващач „Су-15“. Пътническият самолет „Боинг 747“ пътува от Анкъридж за Сеул, но поради навигационна грешка, допусната от екипажа, самолетът се отклонява от планирания маршрут и прелетява през съветското забранено въздушно пространство. Съветските военновъздушни сили третират неидентифицирания самолет като нахлуващ американски шпионски самолет и го унищожават с ракети въздух-въздух след изстрелване на предупредителни изстрели. Самолетът се разбива в морето близо до остров Монерон, западно от Сахалин в Японско море и убива всички 269 пътници и екипаж на борда, включително Лари Макдоналд от Камарата на представителите на САЩ. Съветският съюз открива останките в морето на 15 септември, както и полетните записващи устройства през октомври, но тази информация е пазена в тайна от съветските власти до 1992 г., след разпадането на страната.
Съветският съюз първоначално отрича да знае за инцидента, но по-късно признава, че сваля самолета и твърди, че е на шпионска мисия. Политбюро на ЦК на КПСС заявява, че това е умишлена провокация от страна на Съединените американски щати за изследване на военната готовност на Съветския съюз или дори за провокиране на война. Съединените американски щати обвиняват Съветския съюз, че възпрепятства операциите по търсене и спасяване. Съветските въоръжени сили скриват доказателствата търсени в разследването на Международната организация за гражданска авиация, като бордовите записващи устройства, които са публикувани десет години по-късно, след разпадането на Съветския съюз.
В резултат на инцидента Съединените американски щати променят процедурите за проследяване на самолети, които излитат от Аляска, а президентът Роналд Рейгън издава директива, която прави американската сателитна радионавигационна глобална система за позициониране свободно достъпна за гражданска употреба, след като бъде достатъчно развита, като общо благо. Роналд Рейгън допълнително втвърдява тона в отношенията на страната му със Съветския съюз и инициира „големи дипломатически усилия за задържане на международното и вътрешното внимание, фокусирано върху съветските действия“. Отнема лиценза на „Аерофлот Совиет Еърлайнс“ за извършване на полети до и от Съединените американски щати до 1986 г. и обявява кръстоносен поход срещу комунизма.

## Предистория
Това е втори пореден инцидент с южнокорейски самолет „Боинг“ над тогавашното въздушно пространство на СССР. Първият е на 20 април 1978 г. над Карелия, в близост до база на Северния флот на Бяло море.
През пролетта на 1982 г. 2 групи самолетоносачи на американския военноморски флот навлизат в Охотско море в близост до п-в Камчатка, където е разположена базата на съветските атомни подводници от съветските стратегически ядрени сили, които са в състава на Тихоокеанския флот.
Преди инцидента с този самолет в края на март 1983 г. 3 американски самолетоносача се намират във водите на Алеутските острови, където 3 седмици провеждат военно учение, като на 4 април 6 самолета „А-7“ в района на Малките Курилски острови навлизат над съветското въздушно пространство на дълбочина от 2 до 30 км над териториалните води на СССР и извършват учебни стрелби срещу наземни цели на о. Зелени. След разследване на инцидента на 4 април тогавашният министър на отбраната на СССР взема незабавни мерки да замени остарелите „МиГ-21“ и „МиГ-23“ на Курилските острови и о. Сахалин с по-модерните самолети „МиГ-31“, за да се предотвратяват бъдещи евентуални провокации.

## Развитие
Съветски изтребител „Су-15“ сваля „Боинг 747“ на южнокорейските авиолинии, полет 007 (KAL-007) или (KE007).
Южнокорейският самолет навлиза над съветското въздушното пространство и е свален от изтребители-прихващачи „Су-15“, след което се разбива югозападно от остров Сахалин. В катастрофата няма оцелели, а сред жертвите е членът на Камарата на представителите на САЩ Лари Макдоналд. Сваленият самолет е превозвал 246 пътници и е бил с екипаж от 23 души, като е изпълнявал полет от Ню Йорк за Сеул (с междинно кацане в Анкоридж). Свален е, след като се отклонява от курса на 500 километра. Основните версии за причините за случилото се са съответно според конфронтиралите се страни – грешка на екипажа и провокация от страна на американското външно разузнаване ЦРУ.

## Последици
Инцидентът предизвика сериозно влошаване на и без това обтегнатите отношения между СССР и САЩ. По онова време съветските войски са в Афганистан, а в САЩ за президент е избран „ястребът“ Роналд Рейгън, като Студената война навлиза в нова спирала на напрежение. Този инцидент е най-тежкият в историята на съветската авиация, довел до втвърдяване на позициите между водещите ядрени сили СССР и САЩ в края на Студената война. Начело на 2-те държави са съответно Юрий Андропов, бивш ръководител на КГБ, и Роналд Рейгън, който след инцидента обявява кръстоносен поход срещу комунизма.